# Илко Пиргов
Илко Емилов Пиргов е бивш български футболист, който играеше като вратар и настоящ спортен директор на Локомотив Пловдив. С черно-белите печели Купата на България през 2019 и 2020 г., носител е на Суперкупата на България през 2020 г. и сребърен медалист в Първа лига за сезон 2020/21. С тима на ЦСКА София е Шампион на България за 2008 г. и носител на Купата на България за 2006 г.

## Биография
Роден на 23 май 1986 г. в град Гоце Делчев. Започва да тренира футбол в школата на местния Пирин Гоце Делчев.
Впоследствие е привлечен в Пирин Благоевград. Дебютира за мъжкия отбор на „орлетата“ едва на 16-годишна възраст. Това се случва на 18 август 2002 г., при загуба с 1:4 от Македонска слава в среща от Б група. В Пирин играе общо три сезона, като през сезон 2003/04 помага на тима да спечели промоция за А група. Изиграва първия си двубой в елита на 6 ноември 2004 г., когато заменя на почивката Наско Киров при загуба с 1:4 от тогавашния шампион Локомотив Пловдив.
През есента на 2005 преминава в състава на ЦСКА София. Престоява при „армейците“ до 2008 година, но за три сезона изиграва едва 11 мача. След края на сезона заминава за Румъния, където в продължение на 6 месеца играе за елитния КС Отопени.
През зимната пауза на сезон 2008/09 Пиргов разтрогва договорът си с Отопени, а на 21 януари 2009 г. подписва за 2,5 години с Черно море. На 17 май 2011 г. вратарят преподписва контрактът си с „моряците“ за още 2 сезона.
През зимната пауза на сезон 2011/12 подписва договор с настоящия шампион на България Литекс като на 7 януари 2012 г. е представен официално като футболист на шампионите. На 12 август 2014 г. прекратява договора си с Литекс по взаимно съгласие и става свободен агент.
На 1 юни 2016 г. Пиргов подписва договор с Локомотив Пловдив. Той е с основна заслуга за успехите на тима в следващите години като показва изключително здрави нерви и добър рефлекс при спасяването на дузпи. На 2 април 2019 г. в четвъртфинален мач за Купата на България срещу Етър, Пиргов спасява 3 дузпи като по този начин помага на черно-белите да продължат напред и по-късно да спечелят турнира. През следващия сезон 2019/20, отново в турнира за Купата на България във финалния мач срещу състава на ЦСКА София влиза на смяна в 120-тата минута, за да спаси дузпа на Али Соу и да донесе втори пореден трофей в надпреварата за Локомотив Пловдив. На 29 юли 2021 г. в двубой от Лигата на Конференциите срещу чешкия Словачко в Ухерске Храдище Пиргов отново се показва като майстор при отразяването на удари от бялата точка спасявайки 3 последователни дузпи на домакините като по този начин помага на пловдивчани да продължат напред и да се изправят срещу Копенхаген в следващия кръг на надпреварата.
С Локомотив Пловдив е двукратен носител на Купата на България през 2019 и 2020 г., носител на Суперкупата на България през 2020 г. и сребърен медалист в Първа лига за сезон 2020/21. Има във витрината си и шампионска титла и още една купа на България от периода си в ЦСКА София.
Илко Пиргов е рекордьор по спасени дузпи в Първа лига от действащите вратари. Общо 13 са ударите от бялата точка,  при които не е бил преодоляван. Спасил е 11 от тях, а в двата други случая изпълнителят не уцелва вратата. Още една спасена дузпа е необходима на Пиргов, за да се изравни на върха с лидерите във вечната ранглиста на България по спасени дузпи Димитър Вичев и Илия Вълов.
Пиргов е бивш младежки национал, има и 1 мач за А националния отбор.

## Успехи
Локомотив (Пловдив)
- Купа на България (2 пъти) – 2018/19, 2019/20
- Суперкупа на България (1 път) – 2020
- Вицешампион (1 път) – 2020/21

ЦСКА (София)
- Шампион на България (1 път) – 2007/08
- Купа на България (1 път) – 2005/06

## Статистика по сезони
Към 25 септември 2011 г.
| Клуб                | Сезон   | Първенство | Първенство | Купа   | Купа   | Евротурнири | Евротурнири | Общо   | Общо   |
| Клуб                | Сезон   | Мачове     | Голове     | Мачове | Голове | Мачове      | Голове      | Мачове | Голове |
| ------------------- | ------- | ---------- | ---------- | ------ | ------ | ----------- | ----------- | ------ | ------ |
| Пирин (Благоевград) | 2002/03 | 8          | 0          | 1      | 0      | –           | –           | 9      | 0      |
| Пирин (Благоевград) | 2003/04 | 19         | 0          | 1      | 0      | –           | –           | 20     | 0      |
| Пирин (Благоевград) | 2004/05 | 10         | 0          | 0      | 0      | –           | –           | 10     | 0      |
| Пирин (Благоевград) | Общо    | 37         | 0          | 2      | 0      | 0           | 0           | 39     | 0      |
| ЦСКА (София)        | 2005/06 | 9          | 0          | 2      | 0      | 0           | 0           | 11     | 0      |
| ЦСКА (София)        | 2006/07 | 0          | 0          | 2      | 0      | 0           | 0           | 2      | 0      |
| ЦСКА (София)        | 2007/08 | 2          | 0          | 0      | 0      | 0           | 0           | 2      | 0      |
| ЦСКА (София)        | Общо    | 11         | 0          | 4      | 0      | 0           | 0           | 15     | 0      |
| Отопени             | 2008/09 | 4          | 0          | 0      | 0      | 0           | 0           | 4      | 0      |
| Отопени             | Общо    | 4          | 0          | 0      | 0      | 0           | 0           | 4      | 0      |
| Черно море          | 2008/09 | 7          | 0          | 0      | 0      | 0           | 0           | 7      | 0      |
| Черно море          | 2009/10 | 28         | 0          | 3      | 0      | 3           | 0           | 34     | 0      |
| Черно море          | 2010/11 | 26         | 0          | 3      | 0      | –           | –           | 29     | 0      |
| Черно море          | 2011/12 | 15         | 0          | 0      | 0      | –           | –           | 7      | 0      |
| Черно море          | Общо    | 76         | 0          | 6      | 0      | 3           | 0           | 85     | 0      |
| Литекс (Ловеч)      | 2011/12 | 16         | 0          | 2      | 0      | –           | –           | 18     | 0      |
| Литекс (Ловеч)      | 2012/13 | 29         | 0          | 4      | 0      | –           | –           | 33     | 0      |
| Литекс (Ловеч)      | Общо    | 45         | 0          | 6      | 0      | 0           | 0           | 51     | 0      |
| Общо                | Общо    | 163        | 0          | 18     | 0      | 3           | 0           | 181    | 0      |